# Parti ouvrier progressiste
Le Parti ouvrier progressiste était un parti politique communiste au Canada. Lorsque le Parti communiste du Canada fut interdit en 1941, il se reforma sous ce nom. Un seul député fut élu à la Chambre des communes du Canada sous cette bannière : Fred Rose, élu en 1943 lors d'une élection partielle à Montréal. En 1947, il fut accusé et reconnu coupable d'espionnage au profit de l'Union soviétique. Exclu de la Chambre des communes, il fut condamné à six ans de prison. Tim Buck était le chef du parti.

## Histoire
Dorise Nielsen fut élue à la Chambre des communes lors de l'élections fédérales de 1940 sous la bannière « Unité progressiste » mais fut défaite lors de l'élections de 1945 lorsqu'elle se représenta en tant que candidate du Parti ouvrier progressiste.
En Ontario, deux membres du Parti ouvrier progressiste, A. A. MacLeod et J. B. Salsberg, ont siégé comme députés à l'Assemblée législative de l'Ontario de 1943 à 1951 et 1955 respectivement. Le Parti ouvrier progressiste a également présenté plusieurs candidats libéraux-ouvriers conjointement avec le Parti libéral de l'Ontario.
Le Parti communiste au Manitoba comptait parmi ses membres éminents Jacob Penner, populaire conseiller municipal à Winnipeg, ainsi que William A. Kardash qui a été député pendant dix-sept ans à l'Assemblée législative du Manitoba.
Au Québec, le Parti communiste du Québec utilise également le nom de Parti ouvrier-progressiste et participe aux élections générales québécoises de 1944 à 1956 sous ce nom. En 1960, le parti adopte son nom actuel, le Parti communiste du Québec.
Le parti doit vivre avec l'anticommunisme généralisé au Canada durant la guerre froide, particulièrement après les révélations d'Igor Gouzenko suivant sa défection de l'ambassade soviétique à Ottawa. Les révélations de Gouzenko mènent à la chute de Fred Rose. Néanmoins, le Parti continue d'avoir une poignée de membres élus députés dans les législatures provinciales ainsi que les conseils municipaux à travers le Canada jusque dans les années 1950. 

## Effet duXXecongrès du PCUS
Une crise, presque fatale, enveloppe ensuite le parti à la suite du Rapport Khrouchtchev et de l'invasion de la Hongrie par l'Union soviétique en 1956 : le premier évènement détruit la foi que plusieurs membres du Parti ouvrier progressiste avaient en l'Union soviétique et Joseph Staline, tandis que le deuxième fait douter plusieurs que l'URSS avait vraiment changé. La crise est aggravée par les révélations d'antisémitisme à l'intérieur de l'Union soviétique (un grand choc aux membres juifs du parti tels que Salsberg et Robert Laxer). Le parti connaît des divisions graves, et plus de la moitié de ses membres, incluant plusieurs dirigeants, quittent le parti, laissant derrière eux un parti qui n'est plus qu'une ombre de ce qu'il avait été.

## Film québécois sur le Parti ouvrier progressiste
En 2009 un film québécois a été produit intitulé Je me souviens réalisé par André Forcier retrace en 1949, Robert Sincennes, père de Louis et adhérent au Parti ouvrier progressiste, se présente à la présidence du syndicat de la Sullidor Mining, une compagnie située en Abitibi. Après la mort accidentelle de son rival, il prend la tête du syndicat, ce qui finira par le faire partir en exil. Une dizaine d'années après le couronnement de son père, Louis Sincennes se lie d'amitié avec Anita « Némésis » Bombardier. Ils se marieront par la suite.
Le dernier candidat ouvrier progressiste se présente en 1959. Peu après, il revient de nouveau au nom de Parti communiste du Canada.

## Source
- (en) Cet article est partiellement ou en totalité issu de l’article de Wikipédia en anglais intitulé « Labour-Progressive Party (Canada) » (voir la liste des auteurs).